# Luigi Arzuffi

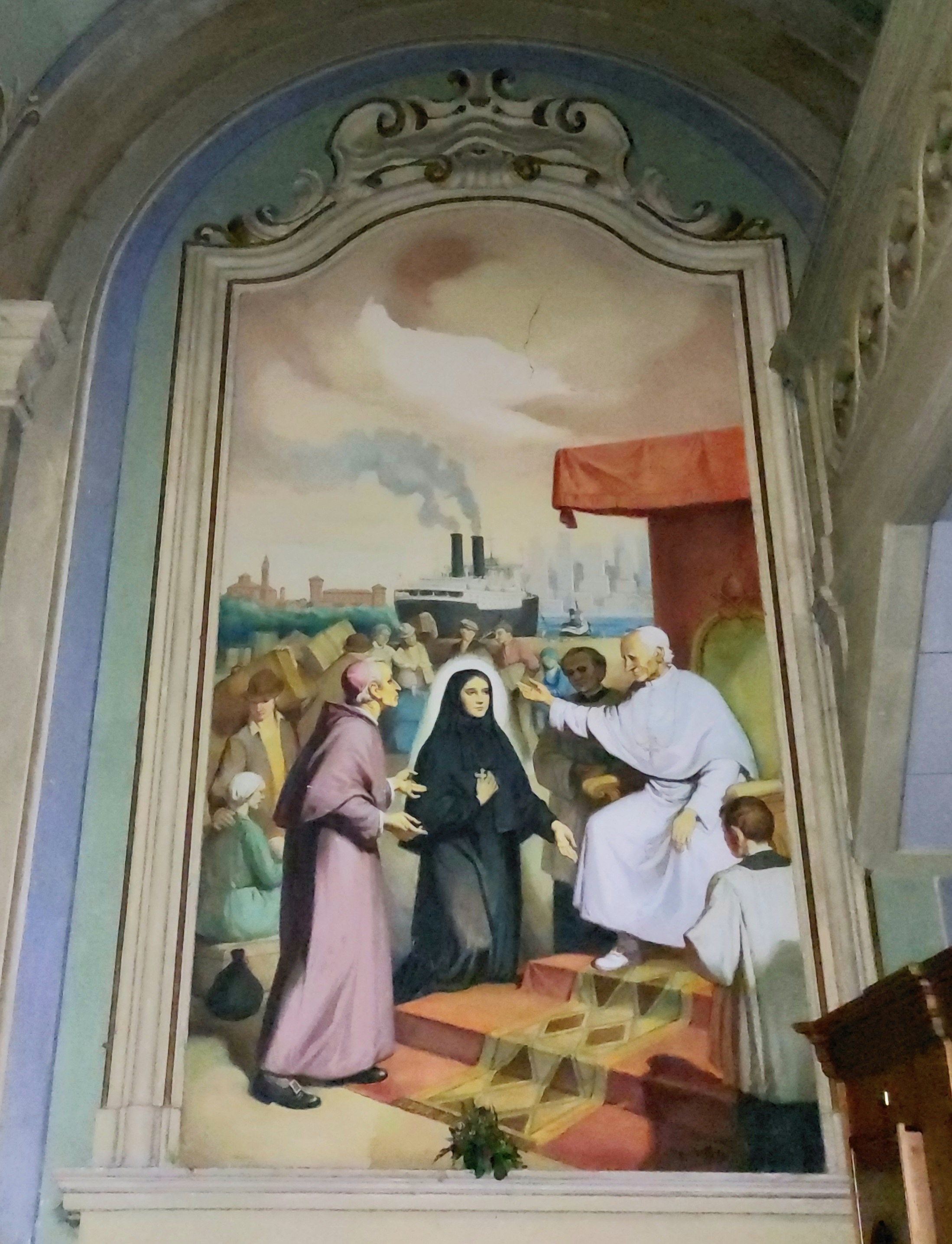
Fresc d'Arzuffi, que representa la mare Cabrini, que, acompanyada del bisbe Scalabrini, rep el ministeri missioner als Estats Units de mans del papa Lleó XIII. (Església de Caselle Landi, 1984)

Luigi Arzuffi   (Bèrgam, 2 d'agost de 1931 - Bèrgam, 12 de febrer de 1995) fou un pintor i escultor italià.

## Biografia
Va néixer l'any 1931 i des de petit, va demostrar un talent natural per a les belles arts. L'any 1947 es va matricular a l'Accademia Carrara de Bèrgam i col·laborà amb el seu pare Pasquale, pintor, en moltes obres a la zona de Bèrgam.
Després de casar-se, va obrir el seu taller i es dedicà principalment al treball al fresc en edificis religiosos. Va crear, entre d'altres, la Mare de Déu entronitzada a l'església de San Lorenzo a Bèrgam i el Via Crucis de Comenduno di Albino.
També va estar actiu en altres llocs i creà frescos a les esglésies de Rezzoaglio, Salsominore de Piacenza, el Crist Coronat a l'església parroquial de Vigliano d'Asti, Rímini (El somni de Jacob a l'església de la Madonna della Scala), Desenzano del Garda (església de l'Hospital), Casaletto, Guardamiglio, Fombio, la cúpula d'Albiate i l'església parroquial de Caselle Landi.
També es va ocupar de la restauració, com en el cas de la capella de l'aeroport de Bèrgam i de l'església parroquial de Lainate. Arzuffi va morir el 1995 a Bèrgam. La tradició artística de la família Arzuffi continua amb el fill de Luigi, Marcello.